# Estatuto de Elche
El llamado Estatuto de Elche (en valenciano, Estatut d'Elx) fue un anteproyecto de Estatuto de Autonomía para la Comunidad Valenciana. Fue elaborado por un grupo de intelectuales independientes, entre los cuales destacan Eliseu Climent, Max Cahner, Joan Fuster, Josep Benet, Rafael Ribó y Enric Solà, siendo este último su redactor principal. Se terminó de redactar en la ciudad de Valencia, en febrero de 1976, en los albores de la democracia española. Se editó en una imprenta clandestina de Barcelona, desde donde se trasladaría a la Comunidad Valenciana para su distribución.
El Estatuto de Elche es una referencia básica en el proceso autonómico valenciano durante la reforma política posfranquista. Todos los textos posteriores y las diversas propuestas de Estatuto que se empezaron a hacer posteriormente bebieron de las fuentes del Estatuto de Elche,[cita requerida] incluso el actual Estatuto de Autonomía de la Comunidad Valenciana.[cita requerida] En comparación con este último, se ha señalado el carácter más nacionalista, izquierdista y tendiente al monolingüismo del primero.